# Капелл, Уильям
Уильям Капе́лл (англ. William Kapell; 20 сентября 1922, Нью-Йорк — 29 октября 1953 в авиакатастрофе недалеко от Сан-Франциско) — американский пианист.

## Биография
Родился в семье русско-еврейского происхождения. Родители Капелла владели книжным магазином на Лексингтон-авеню. Учился у Ольги Самарофф сперва в Филадельфийской консерватории, а затем в Джульярдской школе. В 1941 г. выиграл конкурс молодых исполнителей под эгидой Филадельфийского оркестра и Наумбурговский конкурс молодых исполнителей. С конца 1940-х гг. широко концертировал в США, Канаде, Европе и Австралии. Летом 1953 г. Капелл провёл масштабный гастрольный тур по Австралии, выступив в течение трёх с половиной месяцев с 37 концертами не только в Мельбурне и Сиднее, но и по всему континенту; последний концерт Капелла состоялся 22 октября в городе Джилонг, за неделю до того, как самолёт, на котором Капелл возвращался в США, разбился в горах при подлёте к Сан-Франциско.
Капелл считался многими музыкальными критиками наиболее многообещающим американским пианистом послевоенного поколения. Его игра отличалась энергией и мощью, так что не случайно едва ли не самым популярным произведением в репертуаре Капелла был фортепианный концерт Арама Хачатуряна. Однако со временем его стали больше интересовать нюансы, он неформальным образом учился у Артура Шнабеля, обращался к сочинениям, требующим скорее лёгкости и точности (в частности, к Моцарту). Среди известных записей Капелла — музыка Шопена (особенно мазурки), «Картинки с выставки» Мусоргского, концерты Бетховена, Рахманинова, Шостаковича. «Картинки с выставки» в исполнении Капелла сохранились в трёх записях (все концертные), удивляющих различием трактовок при сохранении индивидуального стиля.
С 1971 г. в Мэриленде проводится Международный конкурс пианистов имени Капелла.